# Liste bemannter Missionen zur Raumstation Saljut 7
Dies ist die Liste bemannter Missionen zur Raumstation Saljut 7.
Saljut 7 wurde am 19. April 1982 gestartet. Insgesamt zehn Besatzungen besuchten die Station. Der längste Aufenthalt betrug 237 Tage.
Am 5. Februar 1991 trat die Raumstation in die Erdatmosphäre ein und verglühte.
| Datum              | Raumschiff                         | Raumschiff                     | Besatzung                                                            | Besatzung | Besatzung                          | Besatzung                                                  |
| ------------------ | ---------------------------------- | ------------------------------ | -------------------------------------------------------------------- | --- | ---------------------------------- | ---------------------------------------------------------- |
| 13. Mai 1982       | Sojus T-5                          |                                | Saljut7 EO-1 Anatoli Beresowoi (K) Walentin Lebedew (BI)             | |                                    |                                                            |
| 24. Juni 1982      | Sojus T-5                          | Sojus T-6                      | Saljut7 EO-1 Anatoli Beresowoi (K) Walentin Lebedew (BI)             | Saljut7 EP-1 / PVH Wladimir Dschanibekow (K) Alexander Iwantschenkow (BI) Jean-Loup Chrétien (WK) – CNES/Frankreich |                                    |                                                            |
| 2. Juli 1982       | Sojus T-5                          | Sojus T-6                      | Saljut7 EO-1 Anatoli Beresowoi (K) Walentin Lebedew (BI)             | Saljut7 EP-1 / PVH Wladimir Dschanibekow (K) Alexander Iwantschenkow (BI) Jean-Loup Chrétien (WK) – CNES/Frankreich |                                    |                                                            |
| 19. August 1982    | Sojus T-5                          | Sojus T-7                      | Saljut7 EO-1 Anatoli Beresowoi (K) Walentin Lebedew (BI)             | Saljut7 EP-2 Leonid Popow (K) Alexander Serebrow (BI) Swetlana Sawizkaja (WK)                                       |                                    |                                                            |
| 27. August 1982    | Sojus T-5                          | Sojus T-7                      | Saljut7 EO-1 Anatoli Beresowoi (K) Walentin Lebedew (BI)             | Saljut7 EP-2 Leonid Popow (K) Alexander Serebrow (BI) Swetlana Sawizkaja (WK)                                       |                                    |                                                            |
| 10. Dezember 1982  |                                    | Sojus T-7                      | Saljut7 EO-1 Anatoli Beresowoi (K) Walentin Lebedew (BI)             | |                                    |                                                            |
| Unbesetzt          |                                    |                                |                                                                      | |                                    |                                                            |
| 20. April 1983     | Sojus T-8 Andockmanöver misslungen |                                | Wladimir Titow (K) Gennadi Strekalow (BI) Alexander Serebrow (WK)    | |                                    |                                                            |
| 22. April 1983     | Sojus T-8 Andockmanöver misslungen |                                | Wladimir Titow (K) Gennadi Strekalow (BI) Alexander Serebrow (WK)    | |                                    |                                                            |
| Unbesetzt          |                                    |                                |                                                                      | |                                    |                                                            |
| 27. Juni 1983      | Sojus T-9                          |                                | Saljut7 EO-2 Wladimir Ljachow (K) Alexander Alexandrow (BI)          | |                                    |                                                            |
| 26. September 1983 | Sojus T-9                          | Sojus T-10-1 Start abgebrochen | Saljut7 EO-2 Wladimir Ljachow (K) Alexander Alexandrow (BI)          | Wladimir Titow(K) Gennadi Strekalow (BI)                                                                            |                                    |                                                            |
| 23. November 1983  | Sojus T-9                          |                                | Saljut7 EO-2 Wladimir Ljachow (K) Alexander Alexandrow (BI)          | |                                    |                                                            |
| Unbesetzt          |                                    |                                |                                                                      | |                                    |                                                            |
| 8. Februar 1984    | Sojus T-10                         |                                | Saljut7 EO-3 Leonid Kisim (K) Wladimir Solowjow (BI) Oleg Atkow (WK) | |                                    |                                                            |
| 3. April 1984      | Sojus T-10                         | Sojus T-11                     | Saljut7 EO-3 Leonid Kisim (K) Wladimir Solowjow (BI) Oleg Atkow (WK) | Saljut7 EP-3 Juri Malyschew (K) Gennadi Strekalow (BI) Rakesh Sharma (WK) – Indien                                  |                                    |                                                            |
| 11. April 1984     | Sojus T-10                         | Sojus T-11                     | Saljut7 EO-3 Leonid Kisim (K) Wladimir Solowjow (BI) Oleg Atkow (WK) | Saljut7 EP-3 Juri Malyschew (K) Gennadi Strekalow (BI) Rakesh Sharma (WK) – Indien                                  |                                    |                                                            |
| 17. Juli 1984      | Sojus T-12                         | Sojus T-11                     | Saljut7 EO-3 Leonid Kisim (K) Wladimir Solowjow (BI) Oleg Atkow (WK) | Saljut7 EP-4 Wladimir Dschanibekow (K) Swetlana Sawizkaja (BI) Igor Wolk (WK)                                       |                                    |                                                            |
| 29. Juli 1984      | Sojus T-12                         | Sojus T-11                     | Saljut7 EO-3 Leonid Kisim (K) Wladimir Solowjow (BI) Oleg Atkow (WK) | Saljut7 EP-4 Wladimir Dschanibekow (K) Swetlana Sawizkaja (BI) Igor Wolk (WK)                                       |                                    |                                                            |
| 2. Oktober 1984    |                                    | Sojus T-11                     | Saljut7 EO-3 Leonid Kisim (K) Wladimir Solowjow (BI) Oleg Atkow (WK) | |                                    |                                                            |
| Unbesetzt          |                                    |                                |                                                                      | |                                    |                                                            |
| 6. Juni 1985       | Sojus T-13                         |                                | Saljut7 EO-4-1a Wiktor Sawinych (BI)                                 | Saljut7 EO-4-1b Wladimir Dschanibekow (K)                                                                           |                                    |                                                            |
| 17. September 1985 | Sojus T-13                         | Sojus T-14                     | Saljut7 EO-4-1a Wiktor Sawinych (BI)                                 | Saljut7 EO-4-1b Wladimir Dschanibekow (K)                                                                           | Saljut7 EP-5 Georgi Gretschko (BI) | Saljut7 EO-4-2 Wladimir Wasjutin (K) Alexander Wolkow (WK) |
| 26. September 1985 | Sojus T-13                         | Sojus T-14                     | Saljut7 EO-4-1a Wiktor Sawinych (BI)                                 | Saljut7 EO-4-1b Wladimir Dschanibekow (K)                                                                           | Saljut7 EP-5 Georgi Gretschko (BI) | Saljut7 EO-4-2 Wladimir Wasjutin (K) Alexander Wolkow (WK) |
| 21. November 1985  |                                    | Sojus T-14                     | Saljut7 EO-4-1a Wiktor Sawinych (BI)                                 | |                                    | Saljut7 EO-4-2 Wladimir Wasjutin (K) Alexander Wolkow (WK) |
| Unbesetzt          |                                    |                                |                                                                      | |                                    |                                                            |
| 13. März 1986      | Sojus T-15                         |                                | Saljut7 EO-5 Leonid Kisim (K) Wladimir Solowjow (BI)                 | |                                    |                                                            |
| 16. Juli 1986      | Sojus T-15                         |                                | Saljut7 EO-5 Leonid Kisim (K) Wladimir Solowjow (BI)                 | |                                    |                                                            |

Legende:
- EO: Stammmannschaft (von russisch ЭО, Экспедиция Основная, Ekspedizia Ocnownaja), auf Englisch: PE (Principal Expedition)
- EP: Besuchsmannschaft (von russisch ЭП, Экспедиция Посещения, Ekspedizia Poseschtschenja), auf Englisch: VE (Visiting Expedition)
- K: Kommandant
- BI: Bordingenieur
- WK: Wissenschaftskosmonaut